# Quinotaure
Le Quinotaure (Lat. Quinotaurus, « taureau à cinq cornes ») est une créature marine légendaire mentionnée dans la Chronique de Frédégaire du VIIe siècle. Appelé « bestea Neptuni Quinotauri similis » (« la bête de Neptune qui ressemble à un Quinotaure »). Il est considéré comme le père de Mérovée (et donc à l'origine de la lignée des rois mérovingiens) à la suite du viol de la reine Altina, épouse du roi franc Clodion le Chevelu. 
Le nom se traduit du latin par « taureau à cinq cornes », dont les attributs ont généralement été interprétés comme les symboles incorporés du dieu marin Neptune avec son trident, et les cornes d'un taureau mythique ou Minotaure. On ne sait pas si la légende a fusionné les deux éléments par elle-même ou si cette fusion doit être attribuée à l'auteur chrétien. La latinité cléricale du nom n'indique pas s'il s'agit d'une traduction d'une créature franque authentique ou d'une invention.
Le viol suggéré et la relation familiale subséquente de ce monstre attribué à la mythologie franque correspondent à la fois à l'étymologie indo-européenne de Neptune et aux mythes de fertilité liés au taureau dans la mythologie grecque, où par exemple la princesse Europa a été enlevée par le dieu Zeus, sous la forme d'un taureau blanc, qui l'a nagée en Crète ; ou au mythe même du Minotaure, qui était le produit des relations de Pasiphaé, une reine crétoise, avec un taureau blanc, initialement attribué au roi Minos, le mari de Pasiphaé, en sacrifice pour Poséidon.
On pense qu'il est le père de Mérovée, car il a rejoint l'épouse du roi franc Clodion le Chevelu alors qu'elle se baignait dans la mer, donnant ainsi naissance à la lignée royale des rois mérovingiens. Le nom, translittéré du latin signifiant « taureau à cinq cornes », semble unir symboliquement le trident du dieu de la mer Neptune et le voyage en mer de Jupiter transformé en taureau d'où le mythe du Minotaure. 
Frédégaire rapporte une histoire du roi franc Clodion le Chevelu. Prenant un bain en été avec sa femme, elle fut attaquée par un monstre marin selon la Chronique de Frédégaire décrit comme « la bête de Neptune qui ressemble au Quinotaure » (« bestea Neptuni Quinotauri similis »). Du fait de cette attaque, on ne sait pas si Mérovée est le fruit de Clodion ou du monstre.